# Evangelische Kirche Armsfeld

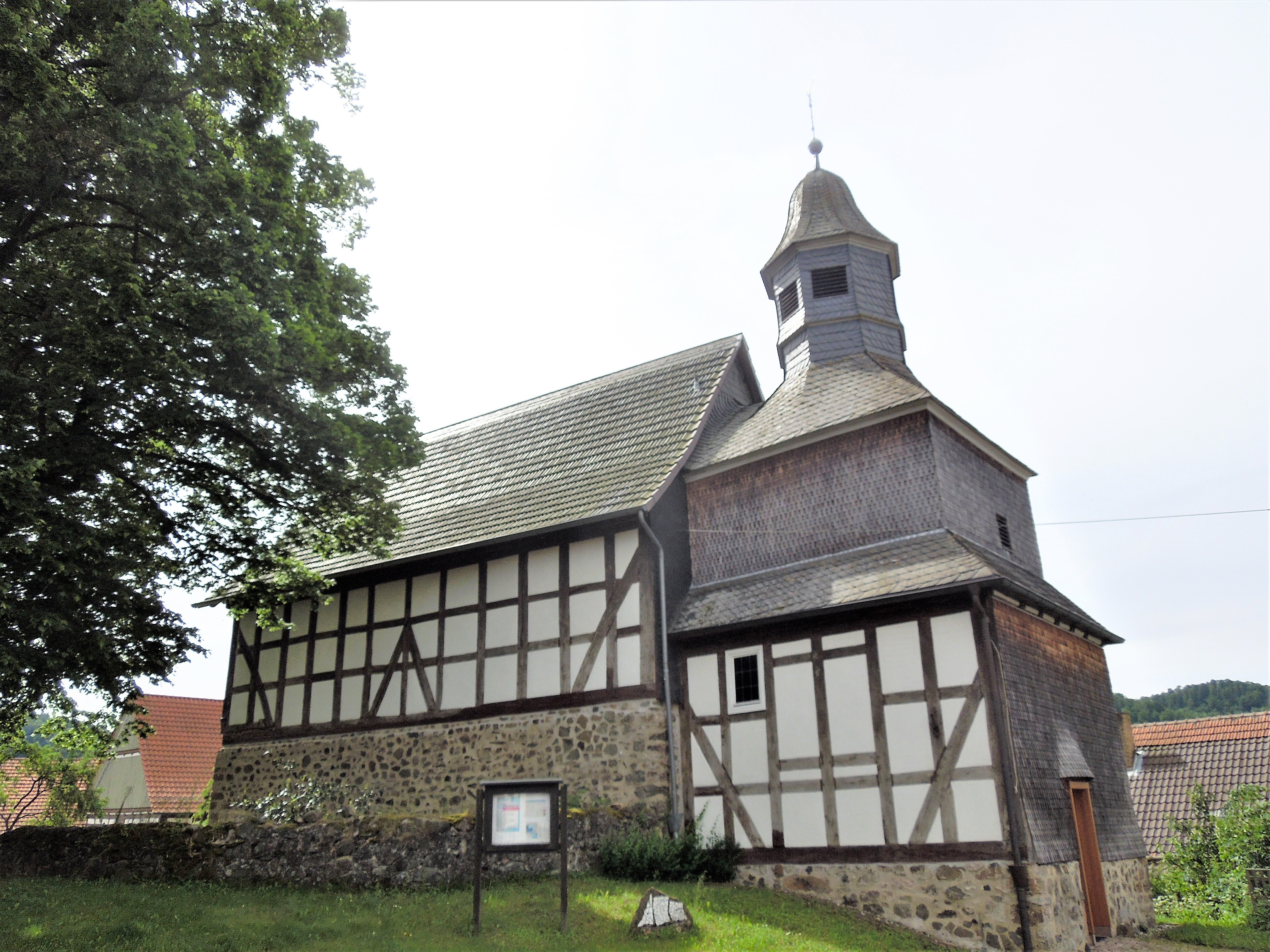
Die Kirche in Armsfeld

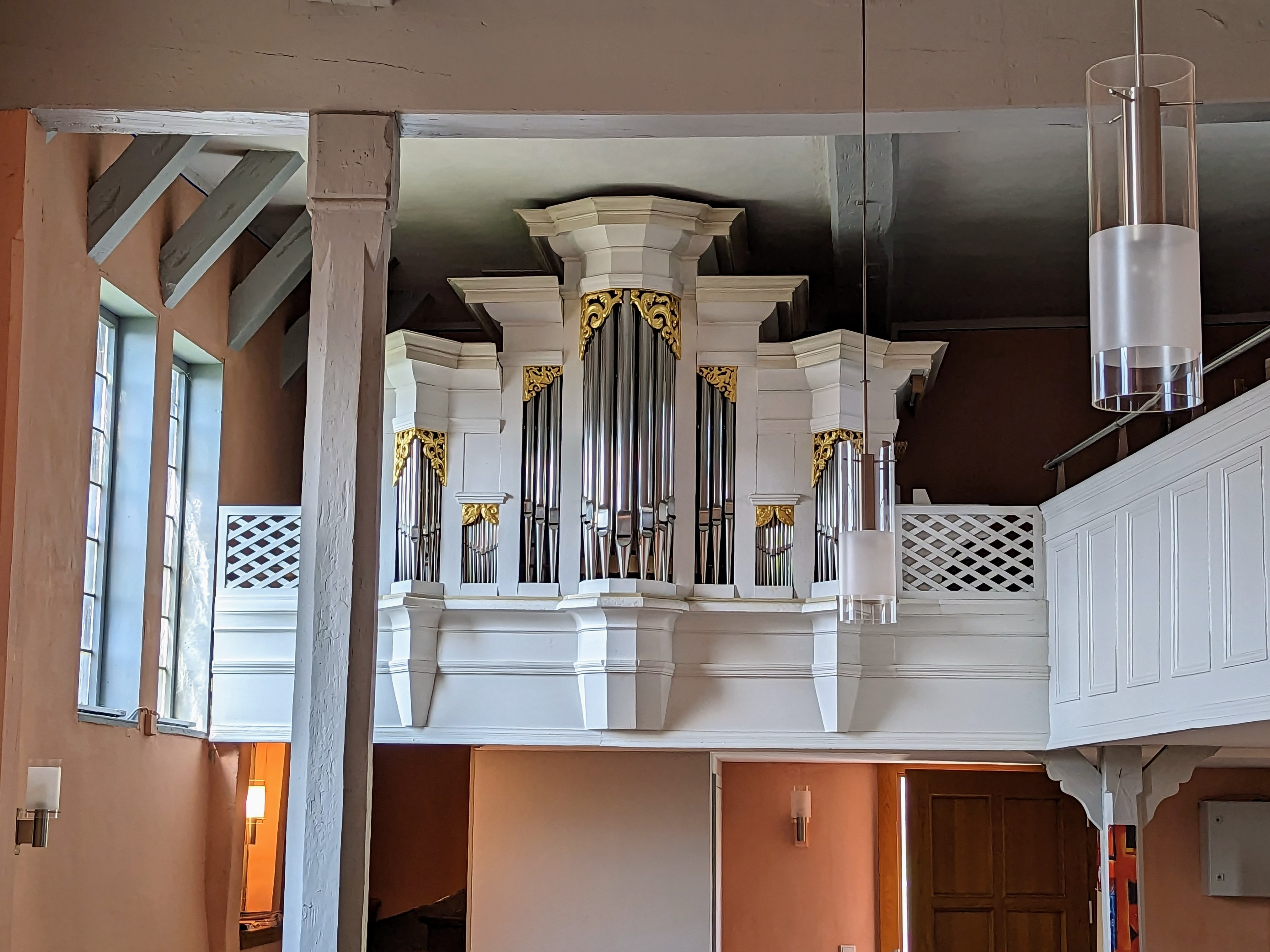
Orgel

Die evangelische Pfarrkirche ist ein denkmalgeschütztes Kirchengebäude in Armsfeld, einem Stadtteil von Bad Wildungen, im Landkreis Waldeck-Frankenberg, in Hessen. Die Kirchengemeinde gehört zum Kirchenkreis Eder im Sprengel Marburg der Evangelischen Kirche von Kurhessen-Waldeck.

## Geschichte
Das Fachwerkgebäude über einem hohen Bruchsteinsockel wurde 1587 errichtet. Es ist eine der ältesten erhaltenen Fachwerkkirchen in Hessen.
Um 1650 wurde ein westlicher Fachwerkbau mit zurückspringendem Oberbau und einer Haubenlaterne angefügt. Nach Renovierungen in den Jahren 1953 und 1993 stellte sich 2001 heraus, dass die Kirche einsturzgefährdet war. Orgel und Altar sowie die sonstige Ausstattung wurden ausgelagert. Die Instandsetzung dauert noch an.

## Ausstattung
Zur Ausstattung gehört ein kleines Holzkruzifix von 1625 oder 1652.
Die Orgel wurde im Jahre 1732 von dem Orgelbauer Daniel Mütze aus Sachsenberg gebaut. Nachdem sie unspielbar geworden war und bereits ein Positiv als Ersatz zum Einsatz kam, wurde sie 1985 mit viel Aufwand durch Werner Bosch aus Niestetal restauriert. Die letzte Renovierung fand im Jahre 2011 durch den Orgelbauer Dieter Noeske aus Rotenburg an der Fulda statt. Es handelt sich bei dem Instrument um die einzige erhaltene Barockorgel im Kirchenkreis. Das Instrument hat neun Register auf einem Manualwerk, die Trakturen sind mechanisch. Die Disposition lautet:
| Manual C–c3 |        |
| Gedackt     | 8′     |
| Quintade    | 8′     |
| Principal   | 4'     |
| Gedackt     | 4'     |
| Quinte      | 2 ⁄3′  |
| Octav       | 2′     |
| Terz        | 1 3⁄5′ |
| Octav       | 1′     |
| Mixtur III  | 2⁄3'   |